# Izolacionizam
Izolacionizam je državna, ekonomska, kulturna i neka druga politika koja zanemaruje ili izbjegava suradnju i kontakte s drugim državama, ekonomijama, kulturama i dr. Politika je to koja vodi zatvaranju u vlastite granice, organizacije, kulture, klanove itd. Često se povezuje s još dva termina:
Nemiješanje – izbjegavanje saveza s drugim zemljama i svih ratova koji se ne tiču teritorija vlastite države (samoobrana). Većina pobornika politike nemiješanja zastupa slobodnu trgovinu, slobodu kretanja i podupire međunarodne ugovore i zbog toga se razlikuju od izolacionista.
Protekcionizam – češće se veže uz ekonomiju i podupire zakonske barijere koje kontroliraju promet roba i usluga te kulturnu razmjenu među državama.

## Uvod
Izolacionizam je oduvijek bila politika o kojoj se vode žestoke rasprave. Treba li se neka država okrenuti izolacionizmu pitanje je koje utječe na standard i način života svih njezinih građana te na sposobnost političkih vođa da pokrenu domaću industriju i proizvodnju.

## Primjeri izolacionizma

### Albanija
Albanija je bila izolirana od drugih država dok je u njoj vladao komunistički režim od 1944. do 1990. U to vrijeme bila je poznata i kao Narodna Republika Albanija (1946. do 1976.), a potom i Socijalistička Narodna Republika Albanija do 1991., većinom je to bilo za vladavine Envera Hoxhe čiji je režim ograničavao građanske slobode i veze s vanjskim svijetom.

### Butan
Do 1999. u Butanu su internet i televizija bili zabranjeni, a sve u svrhu očuvanja vlastite kulture, okoliša i identiteta. Naposljetku, zabranu je ukinuo Jigme Singye Wangchuck što je bio početak demokracije u Butanu.

### Kina
Za vrijeme dinastije Ming Kina se držala politike izolacionizma. Car Hongwu prvi je predložio zabranu plovidbe 1371. Dinastija Qing nastavila je s tom politikom za koju su najveći problem predstavljali japanski gusari.
Potkraj krvavog građanskog rata, sredinom prošlog stoljeća, Kina je ponovno zatvorila svoje granice za većinu zemalja i zadržala diplomatske odnose samo sa Sovjetskim Savezom želeći na taj način postići samostalnost, ali se ubrzo pokazalo da takva politika loše utječe na državnu ekonomiju. Shvatili su da komunistička poimanja ekonomije ne funkcioniraju na slobodnom tržištu. 1970. NR Kina započela je opsežne gospodarske reforme koje su zaostalu i nekonkurentnu zemlju doveli među prve u svijetu po bogatstvu i trgovini. Kako bi to postigla, Kina je morala svoje granice otvoriti trgovini s ostalim zemljama uključivši se tako u globalnu trgovinu. I dok vlada još uvijek diktira način na koji se izmjenjuju kulturni utjecaji vrlo su otvoreni za ideje slobodnog tržišta i tržišnog natjecanja koji omogućavaju razvoj i uvoz tehnoloških inovacija.

### Japan
Od 1641. do 1853., u razdoblju šogunata, Japan je provodio politiku koja se ondje naziva kaikin. Politika je to koja je zabranila kontakte s većinom zemalja. Ipak ne stoji tvrdnja da je Japan u to vrijeme bio potpuno zatvoren, zapravo, zadržane su ograničene trgovačke I diplomatske veze s Kinom, Korejom i Nizozemskom.
Japanska kultura razvijala se uz ograničen utjecaj vanjskog svijeta i na taj način održavala jedan od najdužih razdoblja mira u povijesti. Za to vrijeme u Japanu su se razvijali gradovi, utvrde, poljoprivreda i unutrašnja trgovina.

### Koreja
Godine 1863., otac kralja Gojonga i regent zagovarao je i provodio izolacionizam te progonio katolike. 

#### Sjeverna Koreja
Međunarodni odnosi sa Sjevernom Korejom često su napeti i nepredvidivi. Još od primirja kojim je završio Korejski rat vlada Sj. Koreje ponaša se izolacionistički i pretvorila je zemlju u jednu od najrestriktivnijih zemalja svijeta. Kako između Sjeverne i Južne Koreje ne postoji formalno sklopljen mirovni ugovor neprestano izbijaju diplomatske rasprave i sukobi. Sj. Koreja zadržala je izvrsne odnose s NR Kinom, to su jedini stabilni odnosi sa zemljama u okolici. Vlada je zabranila prisutnost svih stranih medija u zemlji, osobito onih iz Južne Koreje i Rusije. Tko bude uhvaćen sa stranom robom, videoigrama ili novinama smatra se krijumčarom.

### Paragvaj
Kada je Paragvaj izborio nezavisnost 1814. na čelo zemlje došao je diktator José Gaspar Rodríguez de Francia, koji je do svoje smrti 1840. zatvorio državne granice i zabranio trgovinu.
Francia nije podnosio strance i natjerao je španjolske koloniste da stupe u brakove s domorocima kako bi formirali jedinstven narod – Paragvajce. Ako je stranac nekako uspio doći u Paragvaj za vrijeme njegove vladavine, ne bi smio više nikada napustiti zemlju. Nije volio Europljane ni njihovu vjeru, samostane i crkve pretvarao je u vojne objekte, a ispovjedaonice u stražarske kućice na granicama.

### Švicarska
Neutralnost Švicarske u europskim sukobima nadaleko je poznata. Švicarci nisu sudjelovali niti u jednomu svjetskom ratu.

### SAD
Politika izolacionizma najčešće se veže uz određene periode američke povijesti. Sjedinjene Američke Države nisu se uključile u svjetske ratove sve dok nije postojala direktna opasnost. U očima mnogih Amerikanaca problemi Starog Svijeta nisu ih se ticali. Upravo apstinencija od sukoba tijekom većeg dijela Drugog svjetskog rata pretvorila je SAD u jednu od dvije supersile nakon 1945. pretekavši na taj način Ujedinjeno Kraljevstvo, Francusku i Njemačku.